# Llista de peixos d'Andorra

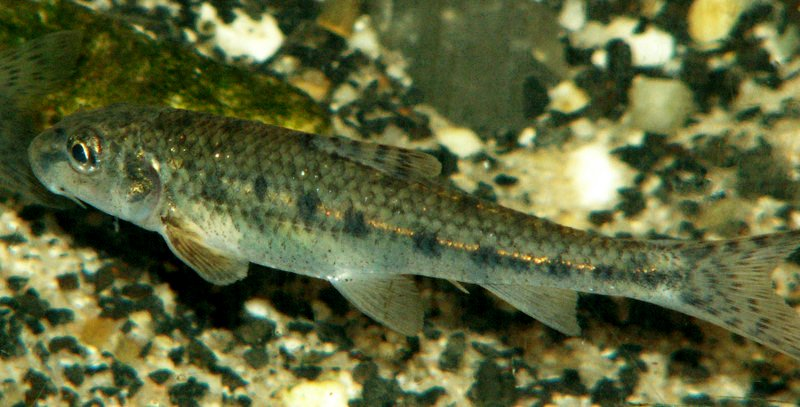
Gobi (Gobio gobio)

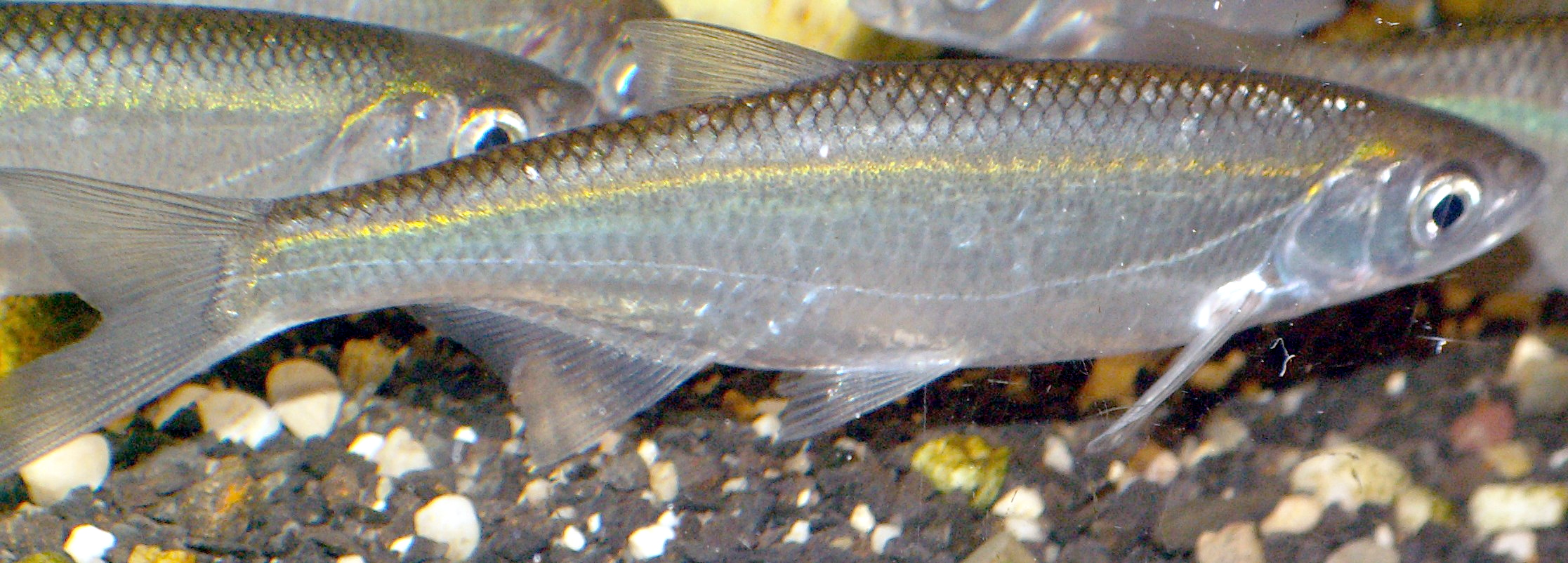
Alburnus alburnus

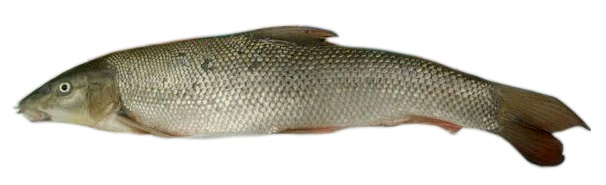
Barbus barbus

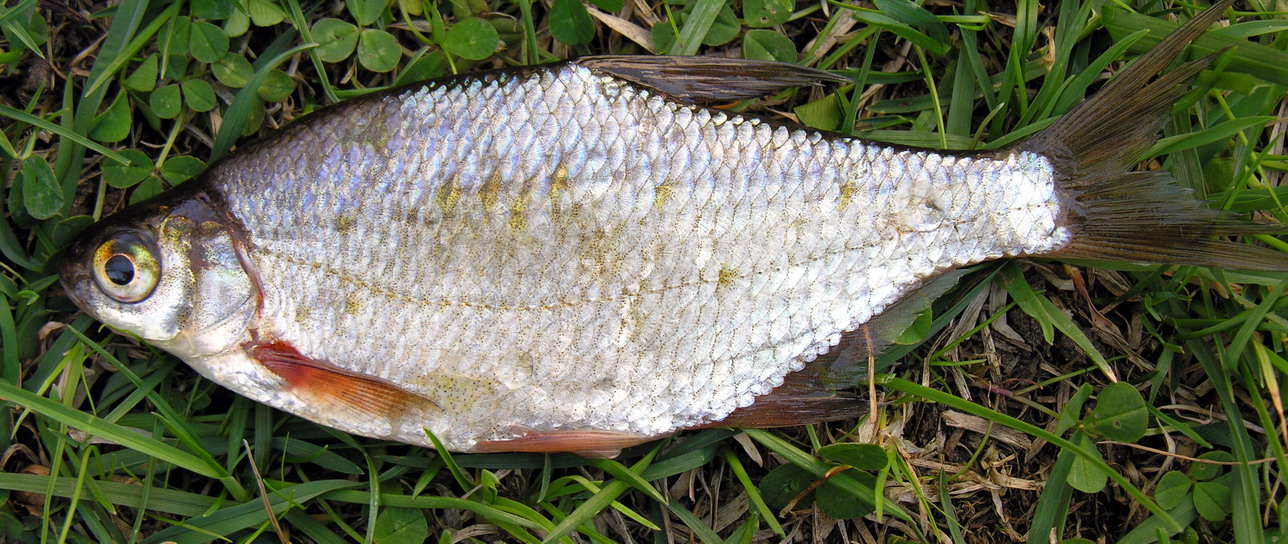
Blicca bjoerkna

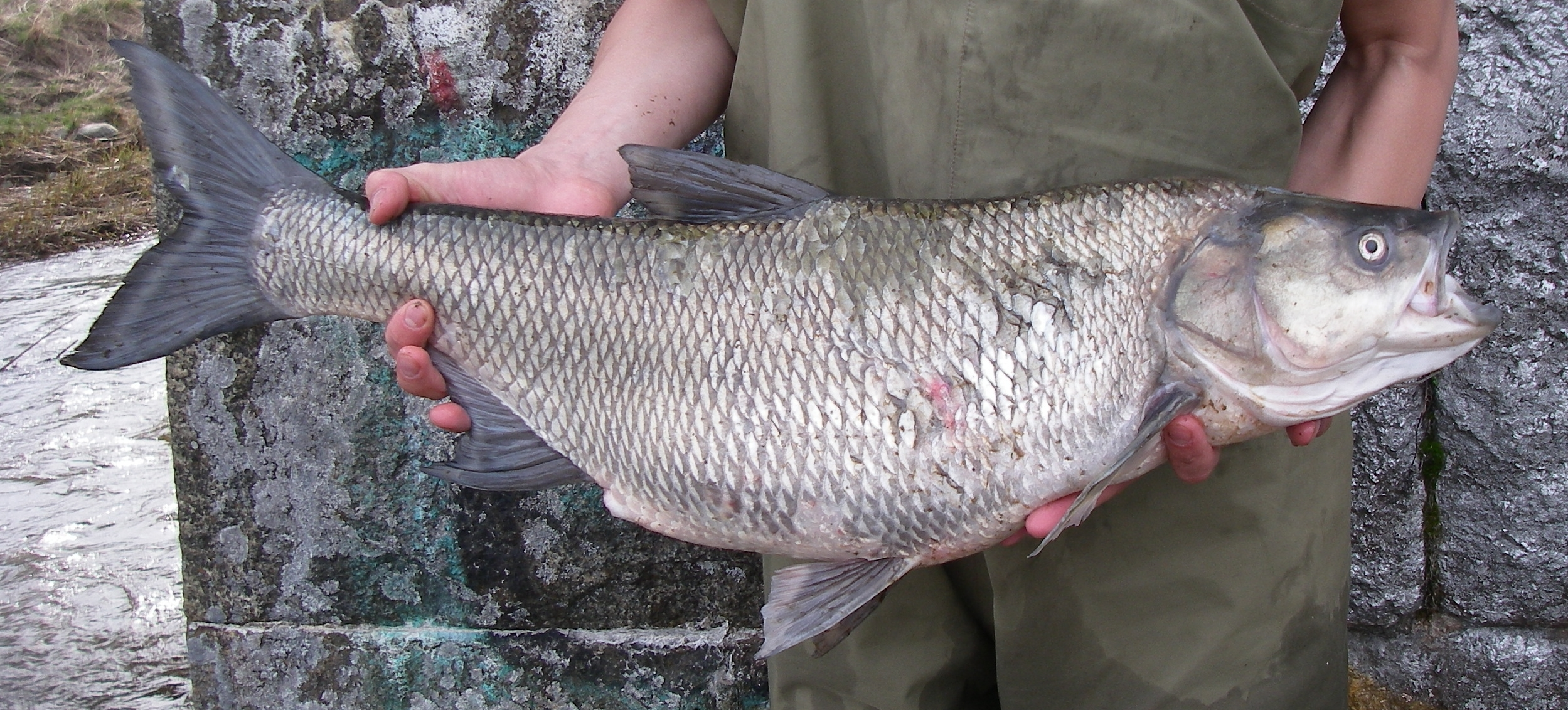
Aspius aspius

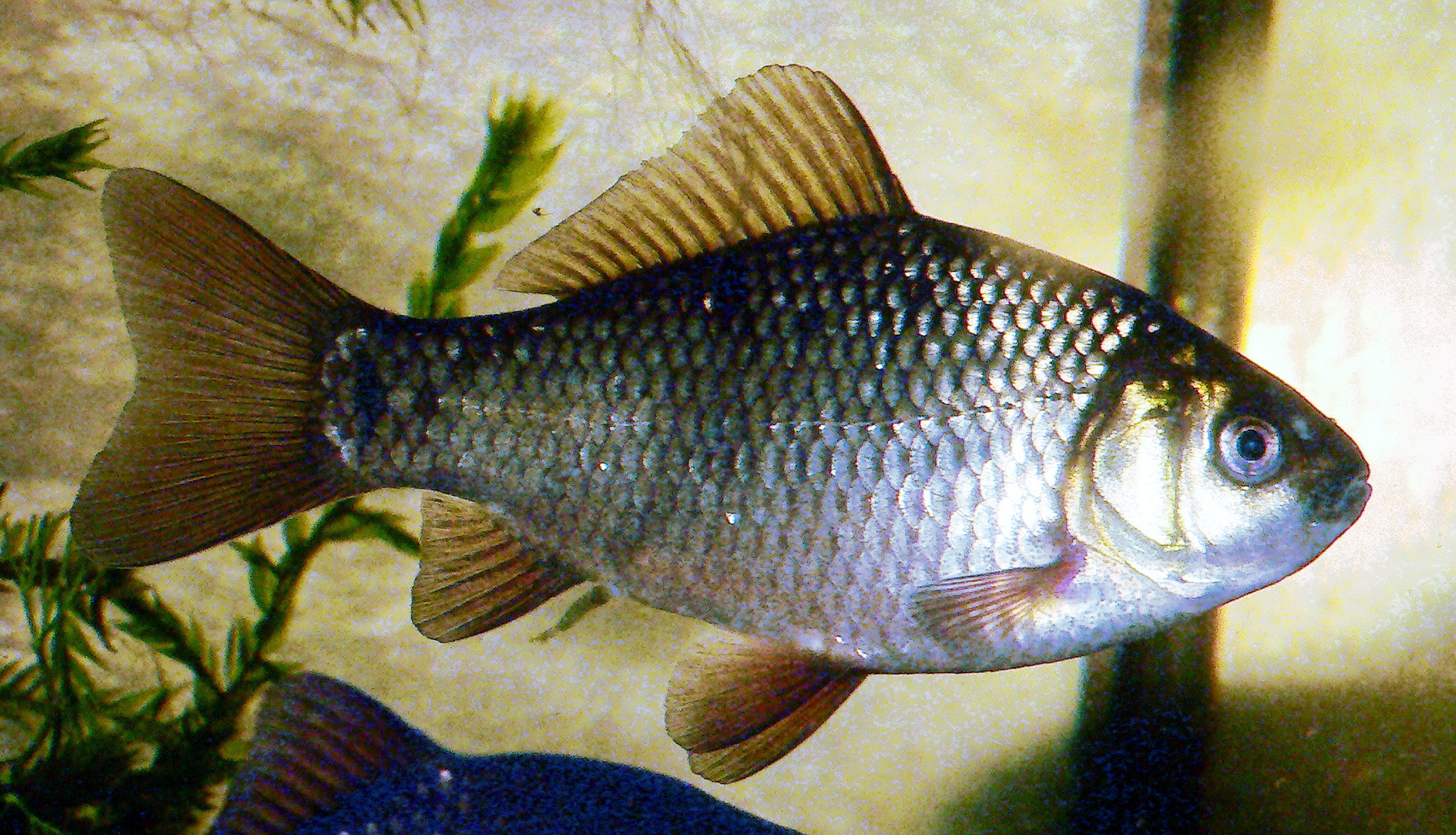
Carpí (Carassius carassius)

Aquesta llista de peixos d'Andorra -incompleta- inclou les 6 espècies de peixos que es poden trobar a Andorra ordenades per l'ordre alfabètic de llur nom científic.

## A
- Alburnus alburnus
- Aspius aspius

## B
- Barbus barbus
- Blicca bjoerkna

## C
- Carassius carassius

## G
- Gobio gobio[1]